# Floortje Engels
Floortje Engels (* 15. Februar 1982 in Tilburg) ist eine ehemalige niederländische Hockeyspielerin. Sie war Europameisterin 2009 und 2011.

## Sportliche Karriere
Die 1,72 m große Floortje Engels stand von 2005 bis 2012 in 44 Länderspielen im Tor der Nationalmannschaft.
Floortje Engels begann als Ersatztorhüterin für Lisanne de Roever. Unter anderem stand sie im Kader für die Olympischen Spiele 2008 in Peking, wurde aber nicht eingesetzt und erhielt demnach auch keine Goldmedaille. Bei der Europameisterschaft 2009 in Amstelveen war Engels in allen fünf Spielen dabei. Die Niederländerinnen kassierten keinen Treffer in der Vorrunde. Gegentreffer gab es nur beim 5:1-Halbfinalsieg gegen die Spanierinnen und beim 3:2-Finalsieg gegen die deutsche Mannschaft. 2010 bei der Weltmeisterschaft in Rosario war Joyce Sombroek Stammtorhüterin. Engels war zwar dabei, kam aber nicht zum Einsatz. 2011 bei der Europameisterschaft in Mönchengladbach wechselten sich Engels und Sombroek im Tor ab. Im Finale beim 3:0-Sieg über Deutschland stand Engels im Tor. Danach machte Engels noch vier Länderspiele. Bei den Olympischen Spielen 2012 in London blieb sie ohne Einsatz, während Joyce Sombroek mit der Mannschaft die Goldmedaille gewann.
Floortje Engels spielte bei vier verschiedenen Vereinen in der niederländischen Liga. Sie begann in Amersvoort, war dann bei SCHC, Amsterdam und beim SV Kampong. Nach dem ersten Karriereende kam sie noch einmal für ein Jahr beim SCHC zurück. Nach ihrer Karriere arbeitete sie als Kinder-Physiotherapeutin.